# سامي وايتكومب
سامي وايتكومب (بالإنجليزية: Sami Whitcomb) مواليد 20 يوليو 1988 في فينتورا، هي لاعبة كرة سلة محترفة أمريكية بدأت مسيرتها الاحترافية في سنة 2010 وتحمل الرقم 32. لعبت كرة السلة الجامعية في جامعة واشنطن.

## روابط خارجية
- سامي وايتكومب على موقع الاتحاد الوطني لكرة السلة النسائية (الإنجليزية)
- سامي وايتكومب على موقع كرة السلة الأوروبية.كوم (الإنجليزية)
- سامي وايتكومب على موقع كلية كرة السلة في سبورتس رفرنس.كوم (الإنجليزية)
- سامي وايتكومب على موقع بروبوليرز (الإنجليزية)
- سامي وايتكومب على موقع سبورتس رفرنس (الإنجليزية)
- سامي وايتكومب على موقع اللجنة الأولمبية الدولية (الإنجليزية)